# Quebec Citadelles
Quebec Citadelles (francouzsky Citadelles de Québec) byl profesionální kanadský klub ledního hokeje, který sídlil v Québecu ve stejnojmenné provincii. V letech 1999–2002 působil v profesionální soutěži American Hockey League. Citadelles ve své poslední sezóně v AHL skončily v osmifinále play-off. Své domácí zápasy odehrával v hale Colisée Pepsi s kapacitou 15 176 diváků. Klubové barvy byly námořnická modř, bílá, zlatá a stříbrná.
Založen byl v roce 1999 po přestěhování Frederictonu Canadiens do Québecu. Zanikl v roce 2002 přestěhováním do Hamiltonu, kde byl založen tým Hamilton Bulldogs. Klub byl během své existence farmou Montrealu Canadiens.

## Úspěchy
- Vítěz divize – 2× (1999/00, 2001/02)

## Umístění v jednotlivých sezonách
Stručný přehled
Zdroj: 
- 1999–2000: American Hockey League (Atlantická divize)
- 2000–2002: American Hockey League (Kanadská divize)

Jednotlivé ročníky
Zdroj: 
Legenda: Z - zápasy, V - výhry, VP - výhry v prodloužení, R - remízy, P - porážky, PP - porážky v prodloužení, VG - vstřelené góly, OG - obdržené góly, +/- - rozdíl skóre, B - body, fialové podbarvení - reorganizace, změna skupiny či soutěže
| USA / Kanada (1999 – 2002) |                         |        |    |    |    |    |    |    |     |     |     |    |        |             |
| Sezóny                     | Liga                    | Úroveň | Z  | V  | VP | R  | PP | P  | VG  | OG  | +/- | B  | Pozice | Play-off    |
| 1999/00                    | AHL (Atlantická divize) | 2      | 80 | 37 | –  | 5  | 4  | 34 | 227 | 238 | -11 | 83 | 1.     | Osmifinále  |
| 2000/01                    | AHL (Kanadská divize)   | 2      | 80 | 41 | –  | 3  | 4  | 32 | 264 | 252 | +12 | 89 | 2.     | Čtvrtfinále |
| 2001/02                    | AHL (Kanadská divize)   | 2      | 80 | 35 | –  | 15 | 3  | 27 | 257 | 254 | +3  | 88 | 1.     | Osmifinále  |